# Krk - od rta Negrit do uvale Zaglav
Krk - od rta Negrit do uvale Zaglav este o arie protejată (sit de importanță comunitară — SCI) din Croația întinsă pe o suprafață de 107,89 ha, integral marine.

## Localizare
Centrul sitului Krk - od rta Negrit do uvale Zaglav este situat la coordonatele 44°58′08″N 14°38′31″E / 44.968979°N 14.641823°E.

## Înființare
Situl Krk - od rta Negrit do uvale Zaglav a fost declarat sit de importanță comunitară în iulie 2013 pentru a proteja un număr necunoscut de specii din flora spontană și fauna sălbatică aflate în arealul zonei.

## Biodiversitate
Situată în ecoregiunea marină mediteraneană, aria protejată conține 3 habitate naturale: Straturi cu Posidonia (Posidonion oceanicae), Terase mlăștinoase și terase nisipoase neacoperite de apă la reflux, Recifuri.
La baza desemnării sitului se află un număr nedeclarat de specii protejate.